# 宮原伸二
宮原 伸二（みやはら しんじ、1942年9月16日 - ）は、日本の医師。

## 経歴
東京府（現・東京都世田谷区）出身。父は教育学者・宮原誠一。
1968年東北大学医学部卒業。同大学および公立気仙沼病院で研修。1971年秋田県・由利組合総合病院上郷診療所所長、83年秋田大学医学博士。
1984年高知県西土佐村江川診療所所長。約25年間、農村地域において保健から福祉までの総合医療に取り組み、その間、約300人を在宅で看取る。
2001年NPO法人総合ケアシーザル設立、理事長。神戸親和女子大学発達教育学部教授、岡山県医師会介護保険対策委員、岡山プライマリ・ケア学会副会長、倉敷市精神保健福祉協議員（専門部会委員長）、高知女子大学学長諮問評価会議委員、青木内科小児科顧問医、ケアマネジャーなど。

## 著書
- 『村づくり聴診記 無医村に来た都会っ子先生』合同出版　1978
- 『これからの地域医療 「健康づくり」の進め方』医学書院　1986
- 『美しく老い、美しく死ぬ 地域医療実践の場から』文京書房　1994
- 『これからの健康づくり わかりやすい活動の手引』三輪書店 1994
- 『老いを支える医療福祉』三輪書店 1997
- 『美しく死ぬ そのための上手な生き方』総合ケアシーザル 2005
- 『ホームヘルパーと介護者のための医療サイン』創元社 2006

### 共編著
- 『「家で死ぬ」ということ 家族が後悔しない身内の介護と看取り方』西村文夫共編著 三天書房 1998
- 『コミュニティケアマネジメント 保健・医療・福祉のネットワーキング』青木佳之,小田兼三共編著 医歯薬出版 別冊総合ケア 2006
- 『福祉医療用語辞典』編著 創元社 2006

## 参考
- 『現代日本人名録』日外アソシエーツ、2002年